# 第2装甲旅団 (ドイツ連邦陸軍)
第2装甲旅団（だい2そうこうりょだん、ドイツ語：Panzerbrigade 2）は、ドイツ連邦陸軍の旅団の一つ。旅団司令部をブラウンシュヴァイクに置き、隷下部隊は主にニーダーザクセン州南東部に駐屯していた。

## 歴史

### 第1次編制および第2次編制
1956年、旅団の前身部隊であるA1戦闘群はハノーファー＝ボートフェルトのシャルンホルスト兵舎にて編成され、第1擲弾兵師団隷下となる。当初は、第1擲弾兵大隊と第21擲弾兵大隊が、1958年に第11擲弾兵大隊と第61擲弾兵大隊および第1戦車大隊で編成されていた。1957年4月1日に最初の徴集兵が招集された。陸軍第2次編制にて1959年に第2装甲擲弾兵旅団に改編・改称される。旅団司令部はブラウンシュヴァイクのヒンデンブルク / ハインリヒ獅子公兵営に移転する。旅団隷下部隊は以下とおりであった。
- 第21装甲擲弾兵大隊（以前は第21擲弾兵大隊）
- 第22装甲擲弾兵大隊（以前は第11擲弾兵大隊、B1戦闘群所属）
- 第23装甲擲弾兵大隊（以前は第61擲弾兵大隊、B1戦闘群所属）
- 第312装甲擲弾兵大隊（以前は第12擲弾兵大隊）
- 第25装甲砲兵大隊（以前は第1砲兵連隊第1大隊）
- 第26補給大隊（再編成）
- 第20装甲工兵中隊
- 第20装甲偵察中隊
- 第20駆逐戦車中隊
- 第20防空中隊

1960年にデデルストルフにて第24戦車大隊は再稼働し旅団隷下となる。1962年に装甲偵察中隊は解隊され司令部中隊の偵察小隊に編入される。1966年、第20防空中隊は旅団から除外される。第25砲兵大隊は装甲砲兵大隊に改編され、第20駆逐戦車中隊は解隊される。

### 第3および第4次編制
陸軍第3次編制で旅団は大きく改編される。1972年にヴォルフェンビュッテルの第22装甲擲弾兵大隊は解隊され、その一部はハノーファーに駐屯する第1砲兵連隊第13観測大隊に編入される。1972年に補給大隊は解隊される。1973年、解体された第21装甲擲弾兵大隊はハノーファーの第1陸軍士官学校教導大隊として残存し、その後第2装甲擲弾兵旅団の隷下に戻る。陸軍第4次編制にて1976年から1977年まで旅団は旅団試行であるモデル2を試験する。旅団隷下部隊では第33機甲旅団へ第21装甲擲弾兵大隊が配転し、第22装甲擲弾兵大隊および第23戦車大隊が再編成される。1981年の旅団は以下のとおりであった。
- 司令部中隊
- 第21戦車大隊（1981年に第22装甲擲弾兵大隊から一部が改編）
- 第22装甲擲弾兵大隊（1981年に解隊）
- 第23装甲擲弾兵大隊（1981年に第22装甲擲弾兵大隊から改編）
- 第23戦車大隊
- 第24戦車大隊
- 第25装甲砲兵大隊
- 第20駆逐戦車中隊
- 第20補給中隊
- 第20整備中隊
- 第20装甲工兵中隊

### 第5次編制と解散
陸軍第5次編制で、1992年に第22装甲擲弾兵大隊は第12装甲擲弾兵大隊に従属させ、1992年に第25装甲砲兵大隊、第20装甲工兵中隊、および第21戦車大隊が解隊される。1993年3月に旅団は解隊される。

## 歴代旅団長
| 代 | 氏名                                                                                  | 着任           | 離任           |
| -- | ------------------------------------------------------------------------------------- | -------------- | -------------- |
| 1  | ハンス＝ラインハルト・ケール陸軍大佐 Hans-Reinhold Kahle                              | 1956年7月1日   | 1956年8月31日  |
| 2  | クリスチャン・シェーダー陸軍大佐 Christian Schaeder                                   | 1956年9月1日   | 1957年10月31日 |
| 3  | ヘルムート・フンク陸軍大佐 Helmut Funck                                               | 1957年11月1日  | 1958年1月5日   |
| 4  | ウルリッヒ・デメジエール陸軍准将 Ulrich de Maizière                                   | 1958年1月6日   | 1959年5月31日  |
| 5  | ハインリッヒ・ホイヤー陸軍中佐 Heinrich Heuer                                         | 1959年6月1日   | 1959年5月31日  |
| 6  | ルドルフ・ブーエ陸軍大佐 Rudolf Buhse                                                 | 1959年6月1日   | 1960年11月17日 |
| 7  | ハインリッヒ・ホイヤー陸軍中佐 Heinrich Heuer                                         | 1960年11月18日 | 1961年1月4日   |
| 8  | オスカー・アルフレート・ベルガー陸軍准将 Oskar Alfred Berger                          | 1961年1月5日   | 1962年10月21日 |
| 9  | ゲルハルト・ヴェッセル陸軍大佐 Gerhard Wessel                                         | 1962年10月22日 | 1963年8月22日  |
| 10 | ホルスト・ソベル陸軍中佐 Horst Zobel                                                  | 1963年8月23日  | 1963年9月22日  |
| 11 | クルト・カウフマン陸軍准将                                                            | 1963年9月23日  | 1965年11月4日  |
| 12 | クラウス・グールナント陸軍大佐 Klaus Görnandt                                         | 1965年11月5日  | 1969年10月2日  |
| 13 | ローター・ドームローゼ陸軍准将 Lothar Domröse                                         | 1969年10月3日  | 1972年1月23日  |
| 14 | クリスチャン・シューネマン陸軍大佐 Christian Schünemann                               | 1972年1月24日  | 1974年3月31日  |
| 15 | カールハインリッヒ・フォン・エルトマンスドルフ陸軍准将 Carlheinrich von Erdmannsdorff | 1974年4月1日   | 1978年3月31日  |
| 16 | カール・ヘルムート・リシェル陸軍大佐 Carl Helmuth Lichel                              | 1978年4月1日   | 1979年12月18日 |
| 17 | クラウス・ゴルトシュミット陸軍大佐 Klaus Goldschmidt                                  | 1979年12月19日 | 1982年3月19日  |
| 18 | ループレヒト・ハースラー陸軍大佐 Ruprecht Haasler                                     | 1982年3月19日  | 1985年3月31日  |
| 19 | ペーター・ルックブルト陸軍准将 Peter Rückbrodt                                        | 1985年4月1日   | 1991年3月31日  |
| 20 | ヴォルフ・ヴェッデ陸軍大佐 Wulf Wedde                                                 | 1991年4月1日   | 1993年3月31日  |